# Chantenay-Saint-Imbert
Chantenay-Saint-Imbert ist eine französische Gemeinde mit 1.090 Einwohnern (Stand: 1. Januar 2022) im  Département Nièvre in der Region Bourgogne-Franche-Comté. Sie gehört zum Arrondissement Nevers und zum Kanton Saint-Pierre-le-Moûtier.

## Geographie
Chantenay-Saint-Imbert liegt etwa 28 Kilometer südlich von Nevers am Allier. Hier mündet auch sein Zufluss Alligny. Umgeben wird Chantenay-Saint-Imbert von den Nachbargemeinden Saint-Pierre-le-Moûtier im Norden, Azy-le-Vif im Nordosten, Toury-sur-Jour im Osten, Tresnay im Süden, Saint-Léopardin-d’Augy im Süden und Südwesten sowie Livry im Westen und Nordwesten.
Durch die Gemeinde führt die Route nationale 7.
Die Gemeinde besitzt seit 1853 einen Haltepunkt an der Bahnstrecke Moret-Veneux-les-Sablons–Lyon-Perrache, welcher von Zügen des TER Bourgogne-Franche-Comté der Verbindung Nevers–Clermont-Ferrand bedient wird.

## Bevölkerungsentwicklung
| Jahr                       | 1962 | 1968 | 1975 | 1982 | 1990 | 1999 | 2006 | 2013 |
| Einwohner                  | 1306 | 1239 | 1247 | 1106 | 1201 | 1190 | 1251 | 1232 |
| Quellen: Cassini und INSEE |      |      |      |      |      |      |      |      |

## Persönlichkeiten
- Claude-Félix-Théodore Aligny (1798–1871), Landschaftsmaler
- Louis Pouzin (* 1931), Informatiker